# 西藏洼瓣花
西藏洼瓣花（学名：Lloydia tibetica），为百合科洼瓣花属下的一个种。

## 扩展阅读
維基物種上的相關：西藏洼瓣花